# أوزفالدو لويز بيريرا
أوزفالدو لويز بيريرا (بالبرتغالية: Oswaldo Luiz Pereira‏) (8 نوفمبر 1980 في البرازيل - ) هو لاعب كرة قدم برازيلي في مركز الدفاع. لعب مع أتلتيكو باراناينسي وسبارتاك موسكو ونادي أيه بي سي ونادي تنابي ونادي ساو كايتانو ونادي إيكاسا ونادي فيلا نوفا ونادي موجي ميريم ونادي ريو كلارو فوتيبول وأمريكا دي ناتال ‏ ونادي سانتا كروز وأتلتيكو يوفنتوس ونادي خيمكي ونادي ناوتيكو.

## وصلات خارجية
- أوزفالدو لويز بيريرا على موقع قاعدة بيانات كرة القدم.إي يو (الإنجليزية)
- أوزفالدو لويز بيريرا على موقع Soccerway.com (الإنجليزية)